# Piozzo
Piozzo é uma comuna italiana da região do Piemonte, província de Cuneo, com cerca de 996 habitantes. Estende-se por uma área de 14 km², tendo uma densidade populacional de 71 hab/km². Faz fronteira com Bene Vagienna, Carrù, Farigliano, Lequio Tanaro.

## Demografia
| Variação demográfica do município entre 1861 e 2011                               |
|                                                                                   |
| Fonte: Istituto Nazionale di Statistica (ISTAT) - Elaboração gráfica da Wikipedia |